# 미카엘 아그리콜라

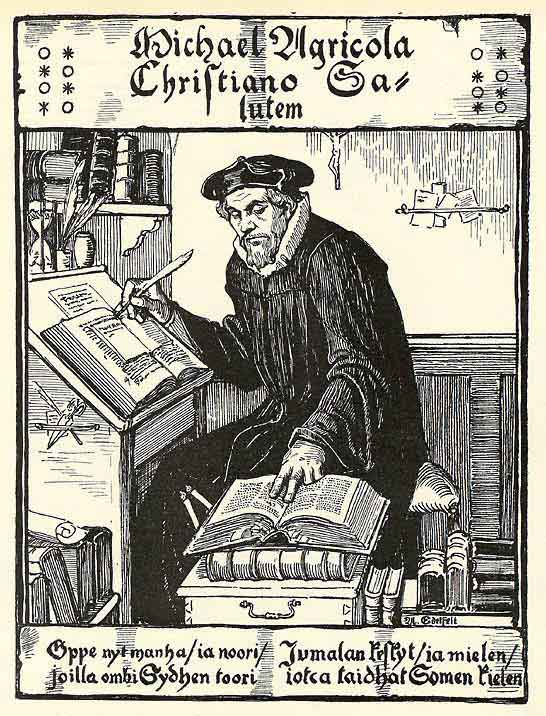
미카엘 아그리콜라

미카엘 아그리콜라(라틴어: Mikael Agricola, 1510년경~1557년 4월 9일)는 핀란드의 종교개혁자로서, 핀란드어의 문어(文語)를 확립했고, 스웨덴-핀란드의 개신교 종교 개혁에 앞장선 인물이다.
아그리콜라는 1554년, 교황의 동의 없이 투르쿠의 주교에 임명되었고, 그 결과 그는 루터교회의 입장에 서서 핀란드 교회의 개혁을 시작하게 되었다. 그는 신약 성서, 기도서, 찬송가 등을 핀란드어로 번역했고, 이를 통해 근대 핀란드어 철자법의 기본이 된 정서법을 확립했다.
| 전임 마르티 스퀴테 | 제21대 투르쿠 주교 1554–1557 | 후임 페트루스 폴링기우스 |

## 같이 보기
- 핀란드의 국기 게양일